# Bulbophyllum calceolus
Bulbophyllum calceolus är en orkidéart som beskrevs av Jaap J. Vermeulen. Bulbophyllum calceolus ingår i släktet Bulbophyllum och familjen orkidéer. Inga underarter finns listade i Catalogue of Life.